# درزهای سر
اصطلاح درزهای سر (انگلیسی: Suture) که منحصراً می‌توان آنها را در استخوان‌های سر مشاهده کرد به مفصل غیر متحرک گفته می‌شود. بافت پیوندی موجود در میان درزهای مختلف استخوان‌های سر بسیار کم است.
اساس درزها نمونه و معرف استخوان‌هایی هستند که آنها را به وجود می‌آورند. برای مثال درز پیشانی‌بینی که به درز تاجی معروف است میان استخوان‌های بینی و پیشانی واقع شده است.
چهار درز اصلی سر عبارتند از:
۱- درز تاجی که بین استخوان پیشانی و دو استخوان آهیانه قرار دارد.
۲- درز سهمی که حد واسط دو استخوان آهیانه است.
۳- درز لامی که بین استخوان‌های آهیانه و پس سری واقع شده است.
۴- درز آهیانه – گیجگاهی که در بین استخوان‌های گیجگاهی و آهیانه واقع شده است.

## نگارخانه

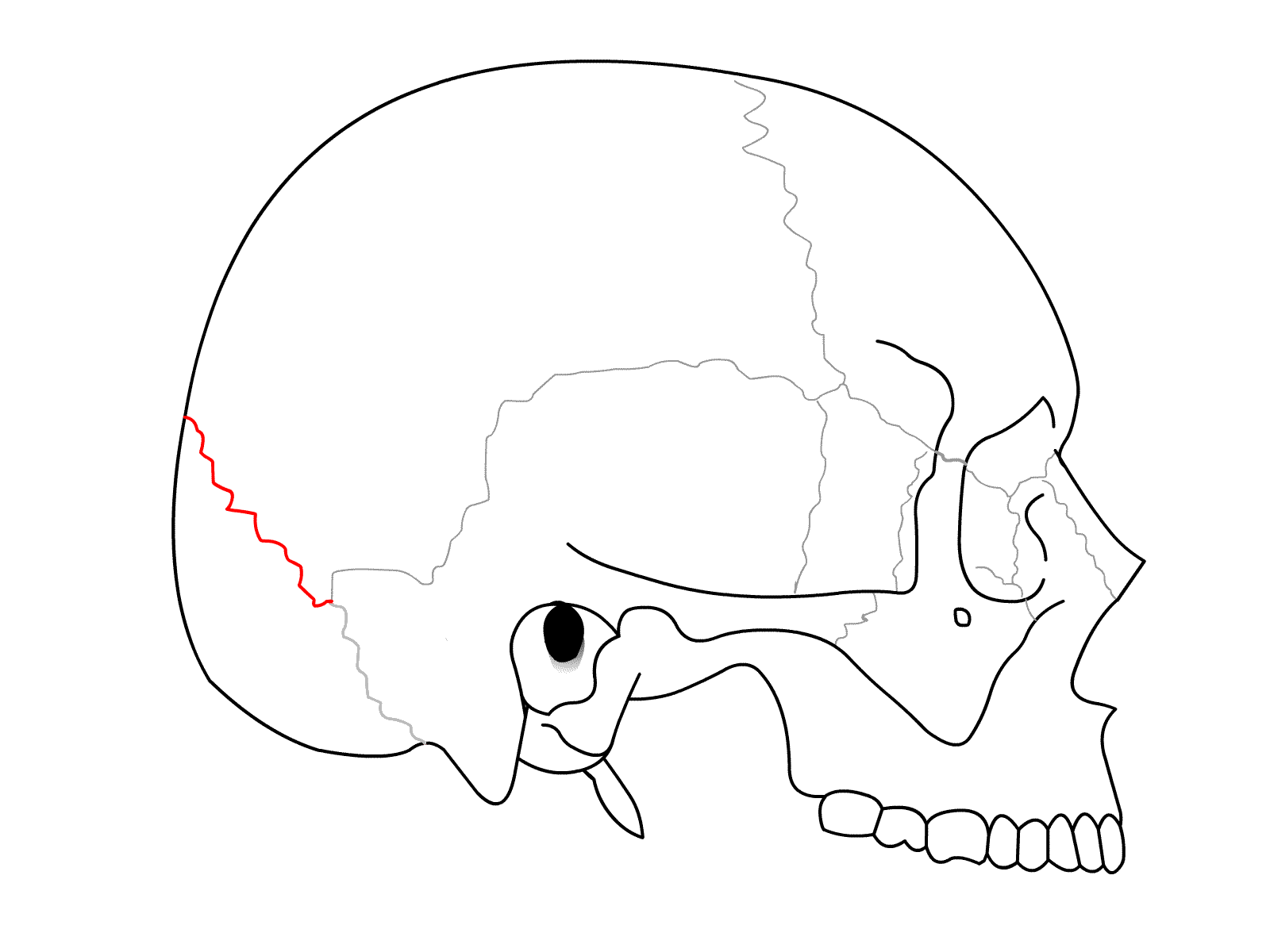
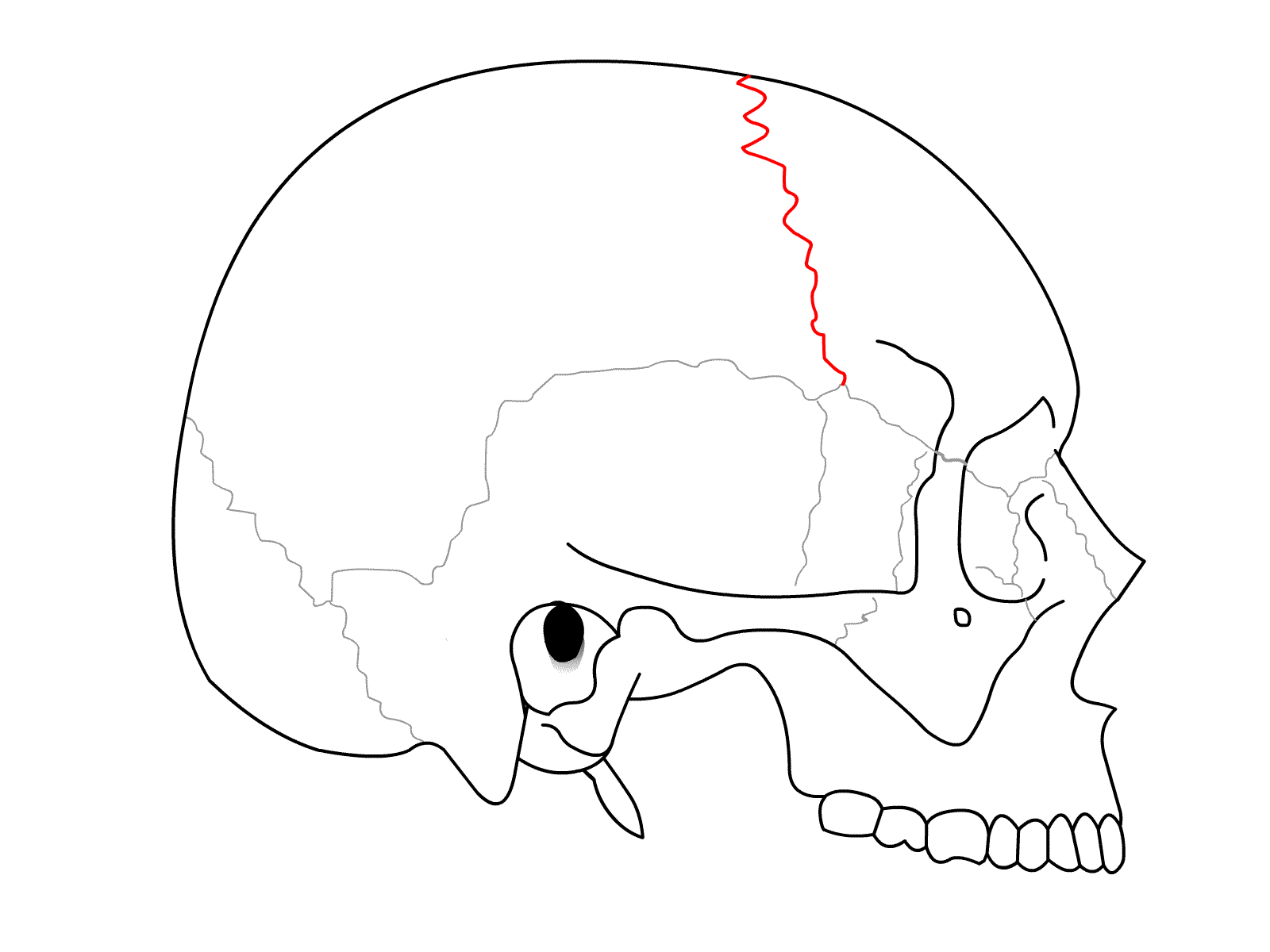
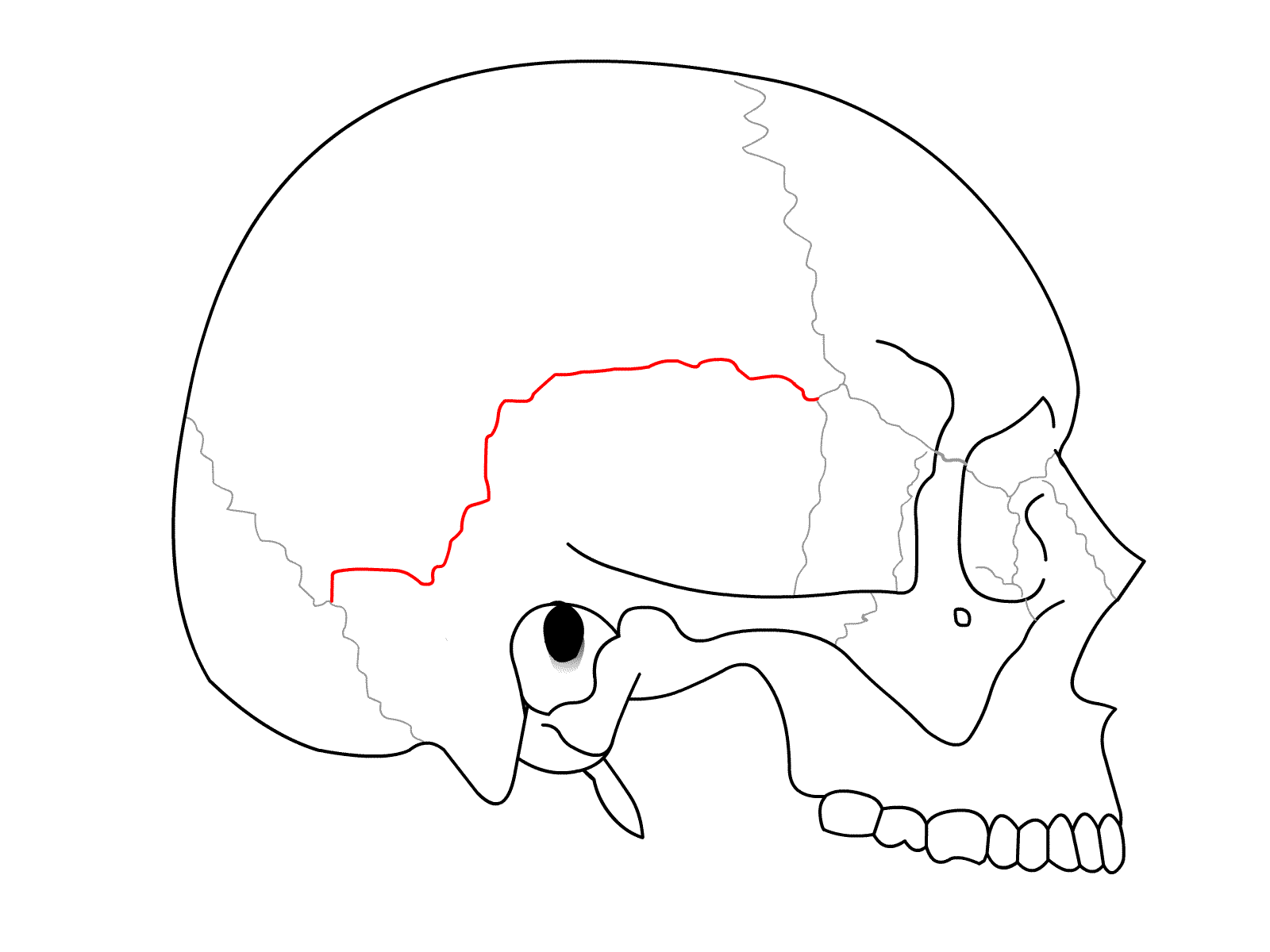
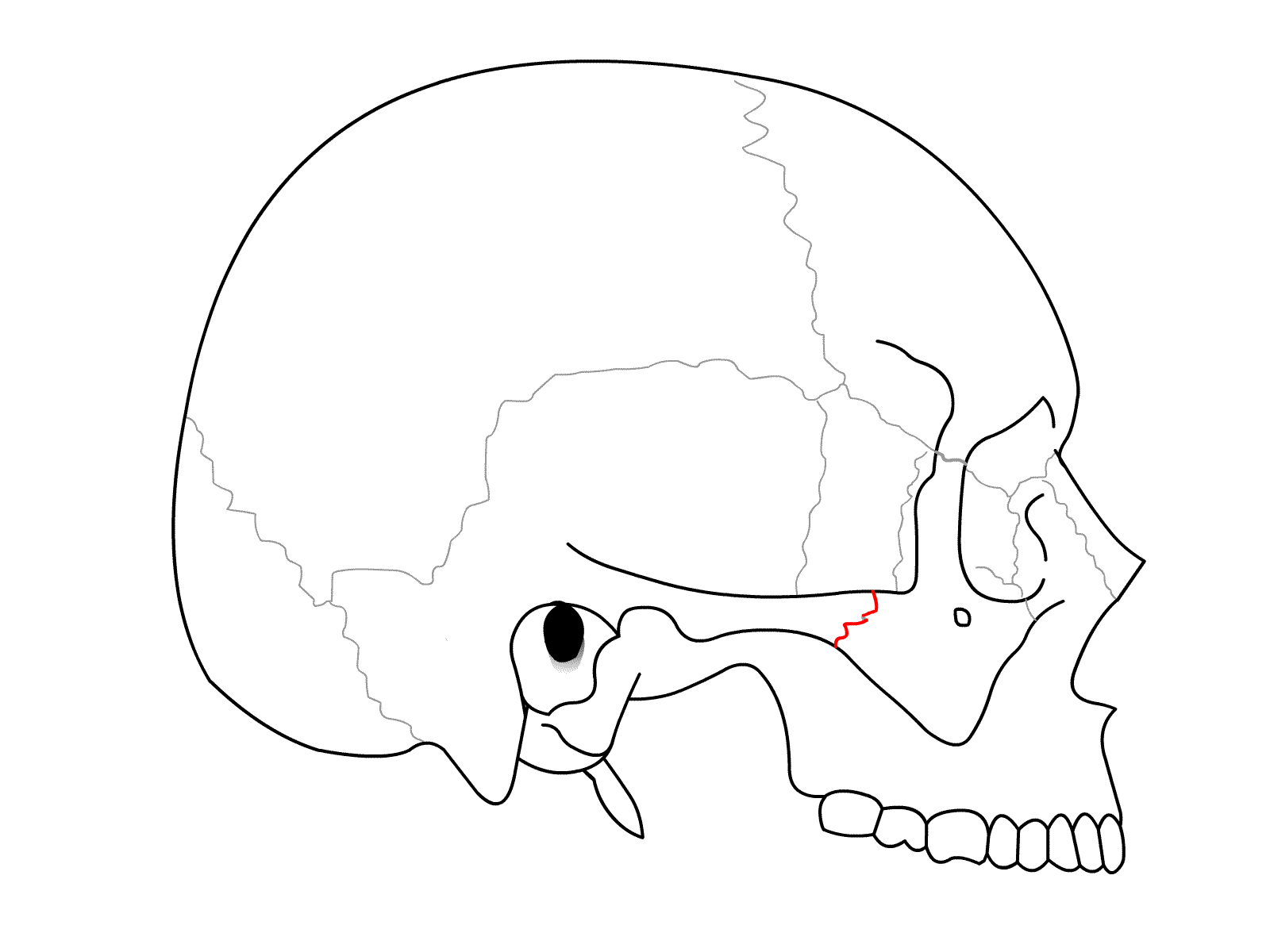
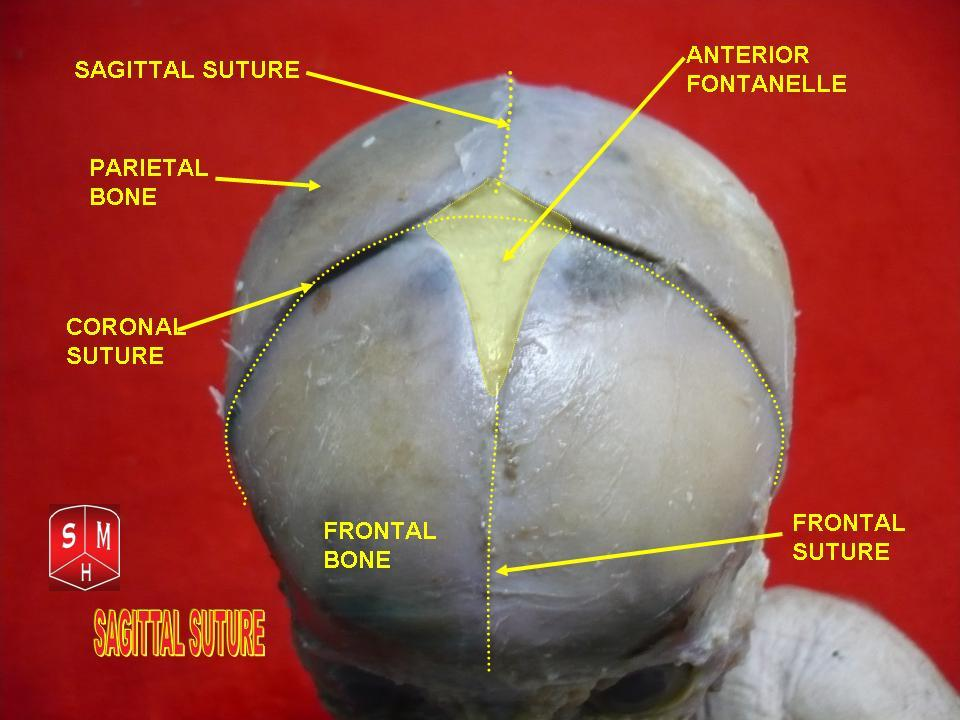
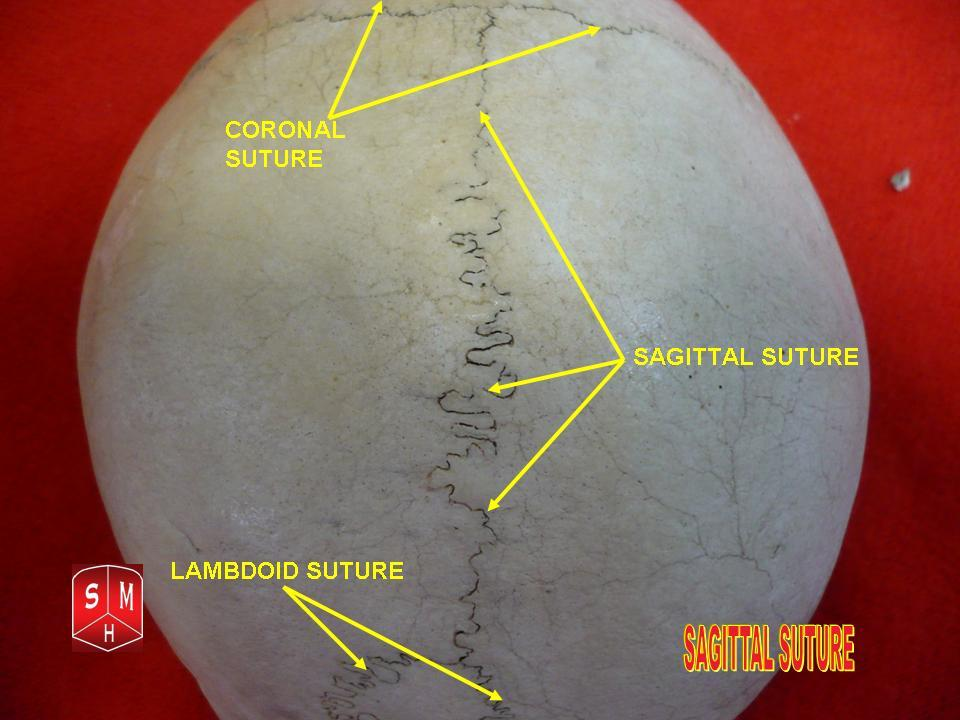
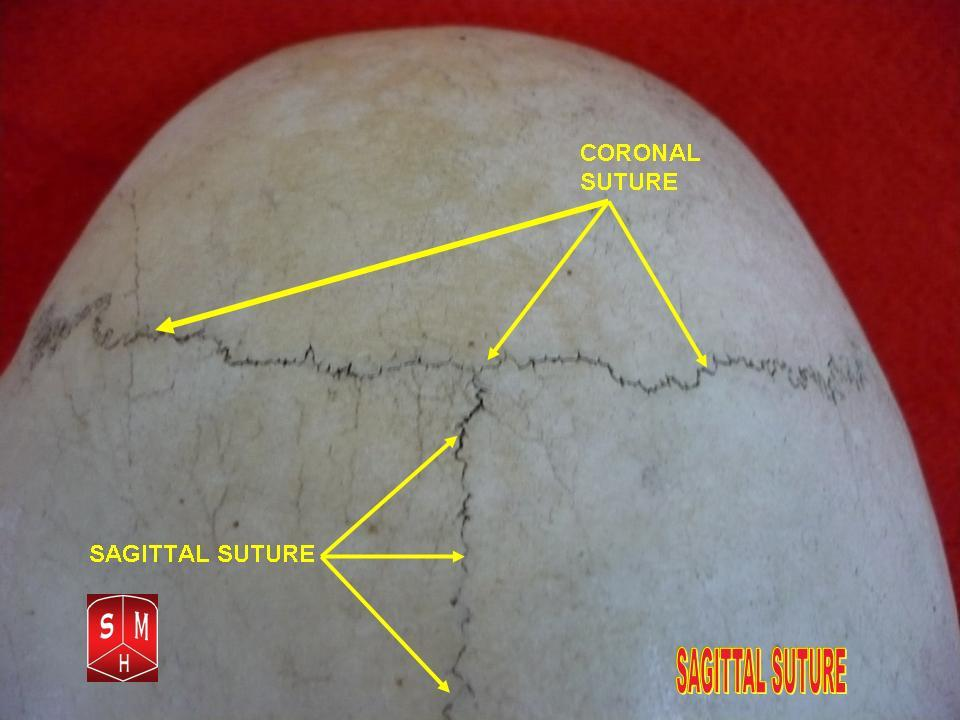
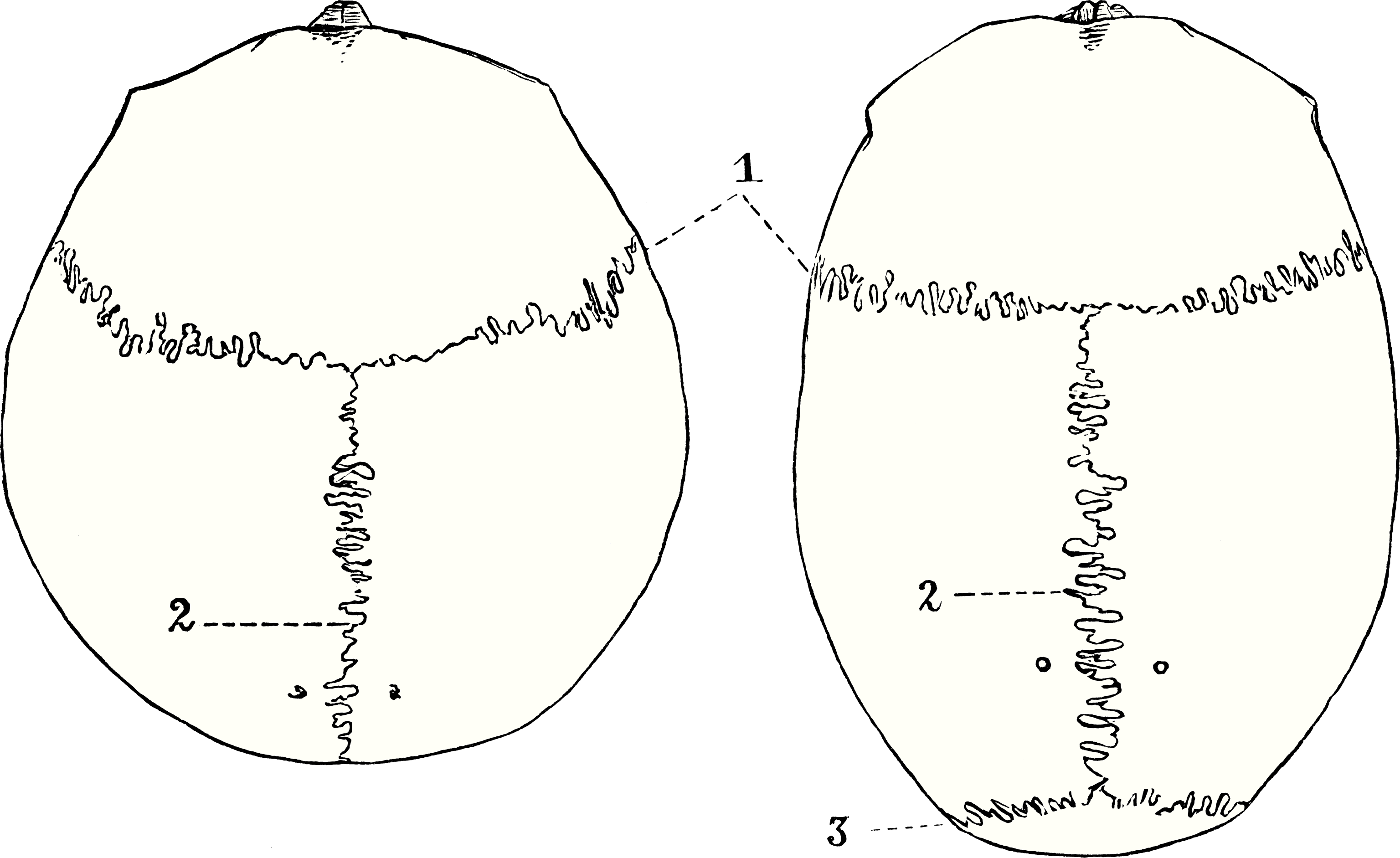